# Sphaerophysa caspica
Sphaerophysa caspica là một loài thực vật có hoa trong họ Đậu. Loài này được (M. Bieb.) DC. miêu tả khoa học đầu tiên năm 1825.